# アシュレー・オーターソン
アシュレー・W・オーターソン（英語: Ashley W. Oughterson 、1895年9月28日 - 1956年11月17日）は、アメリカ合衆国の外科学者、軍医、アメリカ陸軍大佐。

陸海軍合同調査委員会（a Joint Army-Navy Commission）議長を務め、日本の降伏直後から日本への原子爆弾投下についての調査にあたった。調査終了後、陸軍軍医総監ノーマン・T・カーク（Norman T. Kirk , 1888-1960）に対して、全米研究評議会（NRC）が原子爆弾の医学的・生物学的影響を長期に調査すべきであるという勧告を行った。この勧告は、のちの原爆傷害調査委員会（ABCC）発足につながった。
1945年9月に発足した日本における原子爆弾の影響に関する日米合同調査団代表を務め、1956年、病理学者・アメリカ海軍大佐シールズ・ウォーレン（en:Shields Warren）との共編で調査報告書『日本における原子爆弾の医学的効果』をまとめた。同年、航空事故のため死去。